# Manuel Haro
Manuel Haro Ruiz (Sevilla, 17 de abril de 1931-Jaén, 18 de octubre de 2013) fue un futbolista español. Jugaba de delantero y su primer club fue el Sevilla FC.

## Carrera
Comenzó su carrera en 1957 jugando para el Sevilla FC. Jugó para el club hasta 1958. En 1960 se pasó al RCD Mallorca, en donde jugó hasta 1962. En 1963 se pasó al Real Valladolid, estando ahí hasta 1964, ese mismo año, fichó por el Cádiz CF con el que jugó hasta 1966. En 1967 se pasó a las filas del Real Jaén, club en el cual se retiró en 1968.
El delantero, una vez dejó el fútbol como jugador, estableció su residencia en Jaén, fue segundo entrenador del Real Jaén en varias ocasiones, la última vez con "Tolo" Plaza en la campaña 1990/91, dirigió la escuela municipal de fútbol y fundó el CF Atlético Jaén , un club modesto que hoy cuenta con 400 jugadores.  
Falleció en Jaén el 19 de octubre de 2013, a los 82 años, tras una larga enfermedad.

## Clubes
| Club            | País   | Año       |
| --------------- | ------ | --------- |
| Sevilla FC      | España | 1957-1958 |
| Real Jaén       | España | 1958-1960 |
| RCD Mallorca    | España | 1960-1962 |
| Levante UD      | España | 1962-1963 |
| Real Valladolid | España | 1963-1964 |
| Granada CF      | España | 1964      |
| Cádiz CF        | España | 1964-1966 |
| Real Jaén       | España | 1967-1968 |